# Grammy Latino de Melhor Álbum de Rock
O Grammy Latino de Melhor Álbum de Rock é um prêmio concedido anualmente pela Academia Latina da Gravação no Grammy Latino, uma cerimônia que reconhece a excelência e promove uma consciência mais ampla da diversidade cultural e das contribuições de artistas latinos nos Estados Unidos e internacionalmente. De acordo com as definições regulamentadas pela Academia, a categoria é dedicada a premiar "álbuns de rock vocal ou instrumental contendo pelo menos 51% de material recém-gravado". É concedido a artistas solo, duplas ou grupos.
O prêmio de Melhor Álbum de Rock foi concedido pela primeira vez à banda mexicana Café Tacuba no 1º Grammy Latino em 2000 por seu quarto álbum de estúdio Revés/Yo Soy (1999). De 2001 a 2009, a categoria não foi entregue e foi dividida entre Melhor Álbum Vocal Solo de Rock e Melhor Álbum de Rock por Dupla ou Grupo com Vocal. A categoria foi reintroduzida em 2010 no 11º Grammy Latino.
O grupo mexicano Molotov e a banda colombiana Diamante Eléctrico são os únicos artistas a ganhar este prêmio mais de uma vez, com quatro e duas vitórias, respectivamente.

## Vencedores e indicados
| Ano   | Artista                         | Obra                                                         | Indicado(s) | Ref.   |
| ----- | ------------------------------- | ------------------------------------------------------------ | --- | ------ |
| 2000  | Café Tacvba                     | Revés/Yo Soy                                                 | - Jaguares – Bajo el Azul de Tu Misterio - Illya Kuryaki and the Valderramas – Leche - Fito Páez – Abre - La Ley – Uno                                                 | [ 4 ]  |
| 2009  | Oficina G3                      | Depois da Guerra                                             | • Melhor Álbum cristão em Língua Portuguesa |        |
| 2010  | Gustavo Cerati                  | Fuerza Natural                                               | - Bohemia Suburbana – Bohemia Suburbana - Andrés Calamaro – On the Rock - Chetes – Hipnosis - Viniloversus – Si No Nos Mata                                            | [ 5 ]  |
| 2011  | Maná                            | Drama y Luz                                                  | - Don Tetto – Mienteme – Prometeme - Saúl Hernández – Remando - Jarabe de Palo – ¿Y Ahora Qué Hacemos? - La Vida Bohème – Nuestra - No Te Va Gustar – Por Lo Menos Hoy | [ 6 ]  |
| 2012  | Molotov                         | Desde Rusia con Amor                                         | - Los Mesoneros – Indeleble - No Te Va Gustar – Público - San Pascualito Rey – Valiente - Viniloversus – Cambié de Nombre                                              | [ 7 ]  |
| 2013' | La Vida Bohème                  | Será                                                         | - Eruca Sativa – Blanco - Los Bunkers – La Velocidad de la Luz - NoTeVaGustar – El Calor del Pleno Invierno - Ska-P – 99% (Rejeitado)                                  | [ 8 ]  |
| 2014  | Molotov                         | Agua Maldita                                                 | - Enrique Bunbury – Palosanto - Doctor Krápula – Ama-Zonas - Don Tetto – Don Tetto - Luz Verde – El Final Del Mundo Vol. II: Nada Es Imposible                         | [ 9 ]  |
| 2015  | Diamante Eléctrico              | B                                                            | - Charliepapa – Y/O - Cuca – La Venganza De Cucamonga - La Gusana Ciega – Monarca - No Te Va Gustar – El Tiempo Otra Vez Avanza                                        | [ 10 ] |
| 2016  | Los Fabulosos Cadillacs         | La Salvación de Solo y Juan                                  | - Andrea Álvarez – Y Lo Dejamos Venir - Marilina Bertoldi – Sexo Con Modelos - Massacre – Biblia Ovni - Spinetta – Los Amigo                                           | [ 11 ] |
| 2017  | Diamante Eléctrico              | La Gran Oscilación                                           | - Daniel Cadena – Mutante - De La Tierra – II - Eruca Sativa – Barro y Fauna - Utopians – Todos Nuestros Átomos                                                        | [ 12 ] |
| 2018  | Bunbury                         | Expectativas                                                 | - Richard Coleman – F-A-C-I-L - Él Mató a un Policía Motorizado – La Síntesis O'Konor - Los Pixel – Ahora Lo Sabes Todo - No Te Va Gustar – Suenan Las Alarmas         | [ 13 ] |
| 2019  | Draco Rosa                      | Monte Sagrado                                                | - A.N.I.M.A.L – Una Razon Para Seguir - Arawato – Arawato - Carajo – Basado en hechos reales - Molotov – MTV Unplugged: El Desconecte                                  | [ 14 ] |
| 2020  | Molotov                         | ¿Dónde jugaran lxs niñxs? (Desde el Palacio de los Deportes) | - El Cuarteto de Nos – Jueves - Eruca Sativa – Seremos Primavera - Miguel Mateos – Uncotrecua - Vetamadre – Incomunicación                                             | [ 15 ] |
| 2021  | Vicentico                       | El Pozo Brillante                                            | - Bunbury – Curso de Levitación Intensivo - Caramelos de Cianuro – Control - Los Mesoneros – Los Mesoneros Live desde Pangea - No Te Va Gustar – Luz                   | [ 16 ] |
| 2022  | Él Mató a un Policía Motorizado | Unas Vacaciones Raras                                        | - Marilina Bertoldi – Mojigata - Fito & Fitipaldis – Cada Vez Cadáver - La Gusana Ciega – 1021 - Whiplash – RPDF                                                       | [ 17 ] |
| 2023  | Molotov                         | Sólo D’Lira                                                  | - A.N.I.M.A.L. – Íntimo Extremo - 30 Años - Arde Bogotá – Cowboys de la A3 - De La Tierra – De La Tierra III - Eruca Sativa – Dopelganga                               | [ 18 ] |